# 巻物

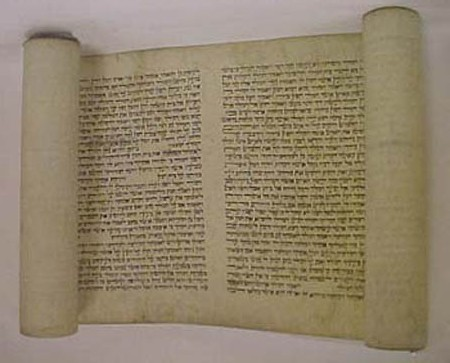
巻物
エステル記、18世紀、セビリア

巻物（まきもの）とは、図書形態の1つ。巻子本（かんすぼん、けんすぼん）ともいう。また、装丁法は巻子装本（巻子装）という。

## 歴史
巻子装は軸を中心に本文料紙を巻き取ったもので最も古い本の形態である。その歴史は長く洋の東西を問わず見られる。
巻物の材質には紙のほかパピルスや羊皮紙などが使われ、複数枚をのり付けして片端に木や竹などで作った芯（軸）を付け、巻いていくことで携帯、保管がしやすいようにした。なお、日本の場合を例にとれば、芯（軸）の材料として一般には杉が高級なものには紫檀を材料としたり、漆や蒔絵を施した。
現代では新刊本が巻物で発刊されるということはまずないが、「巻数」「全巻」などの言葉にその名残をとどめている。英語のvolumeも本来は巻物を意味し、ラテン語のvolumenに由来する。
コンピュータ上の文書はページをめくるよりもスクロールさせることが一般的であり、ある意味で巻物式テキストの復活とも言える。

### 西洋
西洋では巻物に対立する概念として、冊子状の図書装丁をコデックス（codex）といい、それに対して巻物をロトゥルス(rotulus)ともいう。
巻物には縦に長く書かれて下から上に巻き上げる形式のものと、横に長くて右から左に巻かれるものがある。
冊子本が一般化した後にも、特殊な目的では巻物が使われ続けた。中世以来イギリスでは法を羊皮紙の巻物に記すことが1850年まで行われていた。ユダヤ教のトーラーの巻物 (Sefer Torah) はソフェル (Sofer) と呼ばれる専門の写本家によって書かれ、使用するカラフと呼ばれる羊皮紙または犢皮紙、筆記用具、書体などに厳格な規定がある。特殊なものとしてマルキ・ド・サドの小説『ソドム百二十日あるいは淫蕩学校』やジャック・ケルアックの小説『路上』の原稿は巻物の形状をしている。

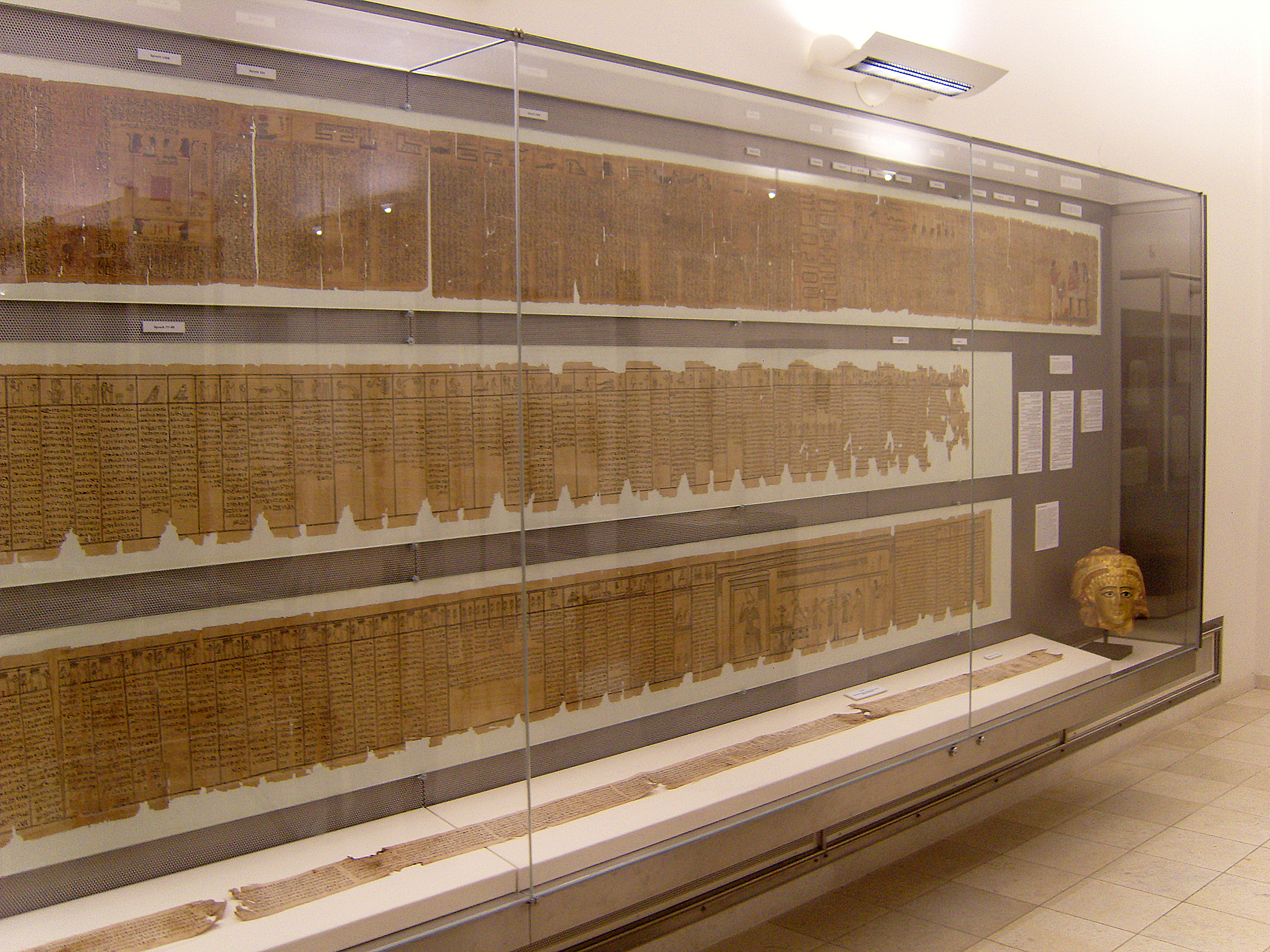
古代エジプトのパピルスの巻物。オーストリア国立図書館蔵。
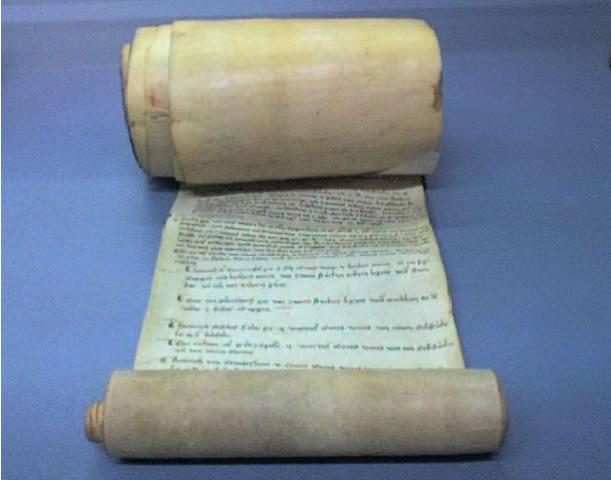
ゼクリンゲン尼僧院の帳簿。巻き上げる形式。1310年ごろ。
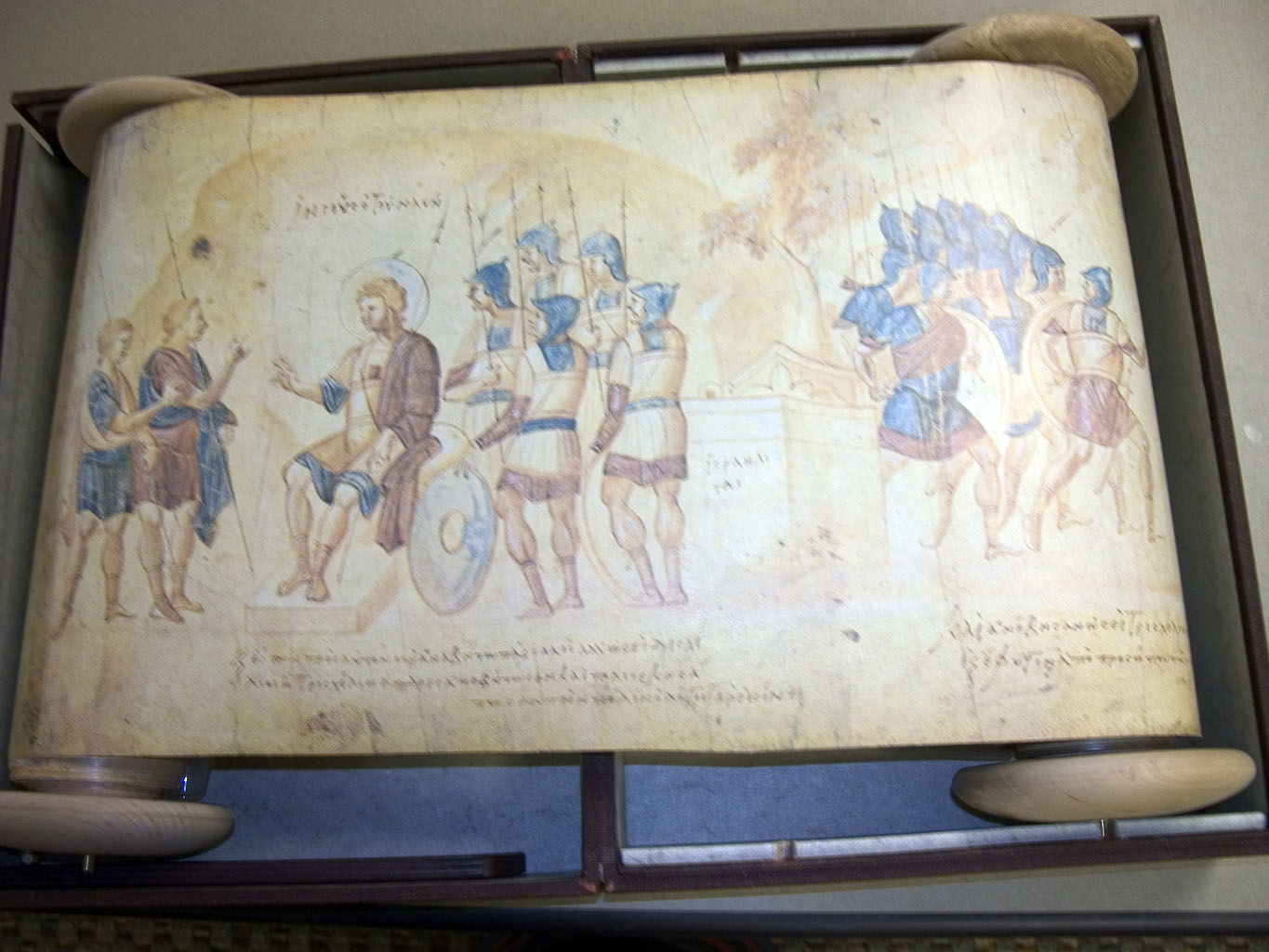
ヨシュア記を記したビザンティンの絵巻物。バチカン美術館蔵。
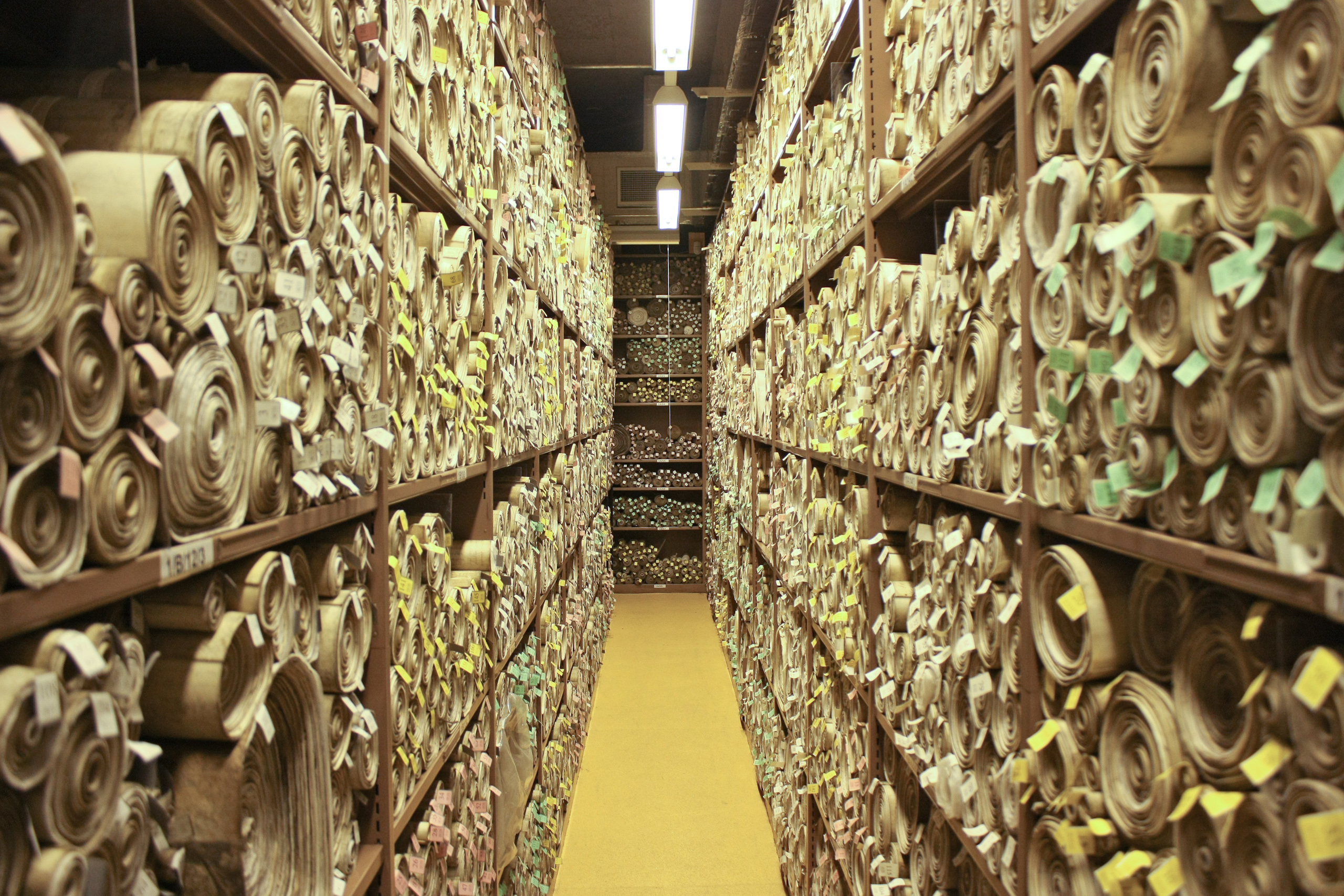
ヴィクトリア・タワーに所蔵された法律を記した巻物

### 東洋
本の形態は巻子装とそれに対する概念である帖装（折本や冊子装）とに大別される。
東洋で紙が製作される前（紀元前）、文字は竹簡・木簡として細い竹片や木片に書かれ、紐で編まれて巻かれて保存されていた。その後、紙が発明され、記録用材として使用されるようになっても、その形式が残り、巻かれて保存された。
しかし、巻子装は閲覧・検索に不便であることから、巻子装本から軸を取り外し本文料紙を一定の行数で折りたたんだ形態の折本装本（折本）が生まれた。
日本でも飛鳥時代・奈良時代の現存する典籍・記録・文書はすべて巻子装である。巻子装は飛鳥・奈良時代から平安時代まで典籍の基本形態であったが、平安時代中期以降になると帖装・冊子装が一般に利用されるようになった。ただし、帖装・冊子の装本は私的性格を持っていたとされ、巻子装は以後次第に典籍における正式的・公式的地位を占めるようになったと指摘されている。
日本では巻物は記録媒体としての利用以外に、写経にも使用され、特に平安時代から鎌倉時代にかけて、写経が流行し、平家納経に代表されるなど何万巻もの写経が行われた。また、平安時代から『源氏物語絵巻』のように物語に絵をつけた絵巻物が作成された。文と絵が交互に書かれていることから、これを交互絵巻という。絵画を時間の経過で捉えるという、当時では世界に類例を見ない形態が発生した。これらの絵巻物を観る際は、右から左にかけて観るものであり、物語は右から左へと展開していく。また、「合せ軸」と呼ばれる芯の高低を調整する特殊な芯や本文の前に厚紙や絹で作った縹を加えて装丁するなどの技術が見られた。
制作
写経などの字を書く経師、仕立てを行う装演手、校生によって作られる。

## 体裁と特徴

### 利点
巻子装は本文料紙を巻き取ると表紙で全体が包まれ、本文面に空気が接触することが少ないことから最も有効な保存形態である。

### 欠点
巻子装は巻末部分（本文の奥に書かれている奥書など）を見るにも全てを巻き開く必要があるなど本文を読む際の取り扱いが不便である。

### 裏書
巻物の裏に、注釈や補足事項を書き記す場合がある。これは「裏書」（うらがき）と呼ばれる。また、「勘物」（かんもつ）とも呼ばれている。現代で言う、脚注の様なものである。

## その他
講談の世界では、忍者が忍術の奥義を書き記して残したり、口にくわえて忍術を駆使するという描写が盛んになされている。